# Zlatá šedesátá
Zlatá šedesátá je multimediální projekt zaměřený na československou kinematografii 60. let 20. století, tedy především tzv. československou novou vlnou.
Projekt zahrnuje cyklus 26 televizních portrétů, které byly vysílány Českou televizí od 3. ledna do 25. července 2009 v týdenním intervalu, 6 dílů dějin československé kinematografie z let 1945–1972, celovečerní dokumentární film „Československá filmová vlna“, přehlídku československých filmů ze šedesátých let 20. století, publikaci a DVD.

## Tvůrci projektu
- režisér – Martin Šulík
- producent – Čestmír Kopecký
- námět a scénář – Jan Lukeš
- kamera – Martin Štrba
- střih – Jiří Brožek

## Přehled portrétů
| ×  | Datum vysílání    | Jméno osobnosti    | Doprovodný film (rok dokončení)                                                                                                |
| -- | ----------------- | ------------------ | --- |
| 1  | 3. ledna 2009     | Miloš Forman       | Černý Petr (1963) |
| 2  | 10. ledna 2009    | Otakar Vávra       | Kladivo na čarodějnice (1969)                                                                                                  |
| 3  | 17. ledna 2009    | Juraj Herz         | Sběrné surovosti (1965), Sladké hry minulého léta (1969)                                                                       |
| 4  | 24. ledna 2009    | Miroslav Ondříček  | Mučedníci lásky (1966) |
| 5  | 31. ledna 2009    | Věra Chytilová     | Sedmikrásky (1966) |
| 6  | 7. února 2009     | Albert Marenčin    | Slnko v sieti (1962) |
| 7  | 14. února 2009    | Hynek Bočan        | Pasťák (1969) |
| 8  | 21. února 2009    | Ladislav Helge     | Stud (1967) |
| 9  | 28. února 2009    | Jiří Menzel        | Ostře sledované vlaky (1966)                                                                                                   |
| 10 | 7. března 2009    | Stanislav Milota   | Spalovač mrtvol (1968) |
| 11 | 14. března 2009   | Jan Kačer          | Nikdo se nebude smát (1965) |
| 12 | 21. března 2009   | Jan Švankmajer     | Kostnice (1970), Tichý týden v domě (1969), Byt (1968), Picknick mit Weissmann (1968), Zahrada (1968), Historia naturae (1967) |
| 13 | 4. dubna 2009     | Lubor Dohnal       | Slávnosť v botanickej záhrade (1969)                                                                                           |
| 14 | 11. dubna 2009    | Drahomíra Vihanová | Zabitá neděle (1969) |
| 15 | 18. dubna 2009    | Jan Schmidt        | Konec srpna v hotelu Ozon (1966)                                                                                               |
| 16 | 9. května 2009    | Zdeněk Mahler      | Den sedmý – osmá noc (1969) |
| 17 | 16. května 2009   | Jan Němec          | Sousto (1960), Démanty noci (1964)                                                                                             |
| 18 | 23. května 2009   | Eduard Grečner     | Drak sa vracia (1967) |
| 19 | 30. května 2009   | Ivan Balaďa        | Archa bláznů (1970/1990) |
| 20 | 6. června 2009    | Karel Vachek       | Malíř Kamil Lhoták (1959), Moravská Hellas (1963)                                                                              |
| 21 | 13. června 2009   | Igor Luther        | Muž, ktorý luže (1968) |
| 22 | 20. června 2009   | Juraj Jakubisko    | Kristove roky (1967) |
| 23 | 27. června 2009   | Vojtěch Jasný      | Všichni dobří rodáci (1968) |
| 24 | 11. července 2009 | Dušan Hanák        | 322 (1969) |
| 25 | 18. července 2009 | Vít Olmer          | Takže ahoj (1970) |
| 26 | 25. července 2009 | Ivan Passer        | Fádní odpoledne (1964), Intimní osvětlení (1965)                                                                               |